# Йоон
Йоон Йо-он (яп. 拗音 (ようおん), узгоджене звучання або дифтонг) — це властивість японської мови, відповідно до якої утворюється мора із додаванням додаткового звука й ([j]), тобто відбувається пом'якшене звучання.
За допомогою хірагани йоон можна представити, якщо послідовно поєднати кана, що закінчується на і, наприклад き (кі), і одну із трьох кана: ゃ, ゅ або ょ, що написані в половину свого звичайного розміру. Наприклад, слово кьō «сьогодні», пишеться як きょう [kʲoo], із використанням зменшеної версії кани йо, よ. Для порівняння можна навести слово кійō «спритний», яке записується きよう [kʲijoo], із повнорозмірною кана йо. В історичній орфографії кана йоон не виділяли за допомогою зменшеної версії кани, і відрізнити це необхідно було із контексту.
У більш давні часи японської мови йоон також можна було утворити із кана ва, ві, ве і во; наприклад, くゎ/クヮ ква, くゐ/クヰ кві, くゑ/クヱ кве, くを/クヲ кво. Хоча вони й зникли в сучасній японській мові, ква і кві досі можна зустріти у декільках діалектах рюкюських мов, а кве утворюють за допомогою диграфа くぇ. Замість використання кана き, це звучання утворюється за допомогою кани, що позначає ку, く/ク.

## Таблиця
| Катакана            |          |          |           |
|                     | ャ я     | ュ ю     | ョ йо     |
| キ кі               | キャ кя  | キュ кю  | キョ кьо  |
| シ ші               | シャ шя  | シュ шю  | ショ шьо  |
| チ чі               | チャ чя  | チュ чю  | チョ чьо  |
| ニ ні               | ニャ ня  | ニュ ню  | ニョ ньо  |
| ヒ хі               | ヒャ хя  | ヒュ хю  | ヒョ хьо  |
| ミ мі               | ミャ мя  | ミュ мю  | ミョ мьо  |
| リ рі               | リャ ря  | リュ рю  | リョ рьо  |
| дакутен (濁点)      |          |          |           |
| ギ ґі               | ギャ ґя  | ギュ ґю  | ギョ ґьо  |
| ジ джі              | ジャ джя | ジュ джю | ジョ джьо |
| ビ бі               | ビャ бя  | ビュ бю  | ビョ бьо  |
| хандакутен (半濁点) |          |          |           |
| ピ пі               | ピャ пя  | ピュ пю  | ピョ пьо  |

| Хіраґана            |          |          |           |
|                     | ゃ я     | ゅ ю     | ょ йо     |
| き кі               | きゃ кя  | きゅ кю  | きょ кьо  |
| し ші               | しゃ шя  | しゅ шю  | しょ шо   |
| ち чі               | ちゃ чя  | ちゅ чю  | ちょ чьо  |
| に ні               | にゃ ня  | にゅ ню  | にょ ньо  |
| ひ хі               | ひゃ хя  | ひゅ хю  | ひょ хьо  |
| み мі               | みゃ мя  | みゅ мю  | みょ мьо  |
| り рі               | りゃ ря  | りゅ рю  | りょ рьо  |
| дакутен (濁点)      |          |          |           |
| ぎ ґі               | ぎゃ ґя  | ぎゅ ґю  | ぎょ ґьо  |
| じ джі              | じゃ джя | じゅ джю | じょ джьо |
| び бі               | びゃ бя  | びゅ бю  | びょ бьо  |
| хандакутен (半濁点) |          |          |           |
| ぴ пі               | ぴゃ пя  | ぴゅ пю  | ぴょ пьо  |

## Інші представлення
| Шрифт Брайля               | Шрифт Брайля                | Шрифт Брайля                | Шрифт Брайля                |
| -------------------------- | --------------------------- | --------------------------- | --------------------------- |
| Йоон                       | Йоон + дакутен              | Йоон + хандакутен           | -w-                         |
| ⠈ (braille pattern dots-4) | ⠘ (braille pattern dots-45) | ⠨ (braille pattern dots-46) | ⠢ (braille pattern dots-26) |

В японському шрифті Брайля йоон визначають за допомогою одного із йоон-символів, або його поєднання із символом дакутен чи хандакутен.